# Catalina Acosta
Catalina Inés Acosta Albarracín (La Vega, Colombia, 5 de febrero de 1978) es una modelo y política colombiana de ascendencia italiana. Fue Señorita Colombia en 1999 tras representar a Cundinamarca en el Concurso Nacional de Belleza y representó a Colombia en Miss Universo y Miss Italia en el Mundo.

## Biografía
Representó a Cundinamarca en el certamen de Señorita Colombia de 1999. En Miss Universo 2000, logró estar en el cuadro de 10 semifinalistas, y posteriormente ostentó el título de Miss Italia en el Mundo.
Luego de su participación en los distintos certámenes de belleza, Catalina presentó un magazín en el canal RCN llamado "Tu Tele".
Es considerada una de las reinas de Colombia con el rostro más bello en la historia del concurso.

### Participación enReality Showy política
En 2005, participó en el reality show del Canal Caracol "Desafío 20-05", siendo diputada de la Asamblea de Cundinamarca. Debido a esto, la Procuraduría General de la Nación la investigó porque en su condición de diputada, no podía “participar en certamen, eventos o concursos en donde simultáneamente ejerce su actividad como modelo, con retribuciones económicas canceladas por una empresa comercial privada”. Fue inhabilitada para ocupar cargos públicos por diez años. Meses más tarde, revocaron la decisión, por apelación, y retomó su cargo como diputada.

## Trayectoria

### Televisión
| Año  | Título               |
| ---- | -------------------- |
| 2017 | Infieles             |
| 2013 | 5 viudas sueltas     |
| 2000 | Yo soy Betty, la fea |
|      | Tu Tele              |

### Reality shows
| Año  | Título       | Rol          | Resultado |
| ---- | ------------ | ------------ | --------- |
| 2005 | Desafío 2005 | Participante | Retirada  |